# 若狹有田站

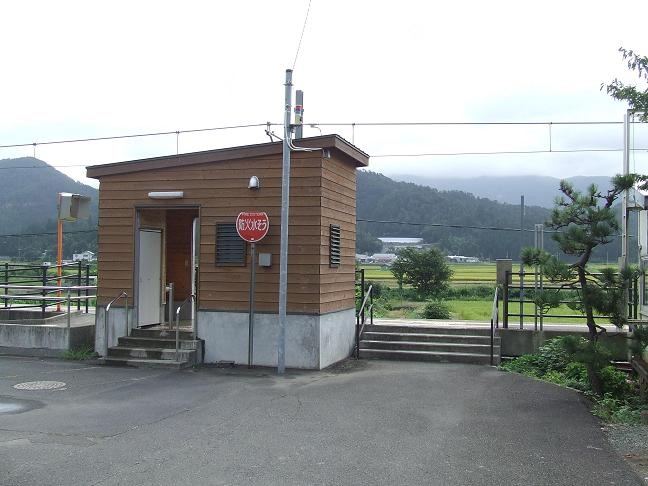
車站入口與廁所（2009年8月30日）

若狹有田站（日语：／ Wakasa-Arita eki */?）是位於福井縣三方上中郡若狹町有田15番16號，西日本旅客鐵道（JR西日本）的小濱線車站。

## 歷史
此站是小濱線最遲啟用的車站。
- 1964年（昭和39年）6月20日 - 小濱線上中站至大鳥羽站之間開設此站，為旅客車站。
- 1987年（昭和62年）4月1日 - 伴隨國鐵分割民營化，車站由西日本旅客鐵道（JR西日本）營運。

## 車站構造
車站是一座地面車站，設有1面1線單式月台，敦賀方向的列車會開啟左邊車門。前往東舞鶴方向和敦賀方向的列車使用同一月台。
此站是由敦賀地域鐵道部管理的無人車站。此站沒有自動售票機。車站出入口直接連接月台。
在1992年於站前新設停車場，同時翻新單車停泊場，使乘客可使用私家車前往此站轉乘鐵路。在2004至2005年之間，此站建設了傷殘人士廁所和斜道。使車站出入口與月台之間沒有梯級，方便使用輪椅人士使用車站。

## 使用狀況
根據「福井縣統計年鑑」，在2018年（平成30年）度1日平均乘車人次為58人。
以下各為年度1日平均乘車人次列表：
| 年度   | 1日平均 乘車人次 |
| ------ | ---------------- |
| 1997年 | 24               |
| 1998年 | 23               |
| 1999年 | 25               |
| 2000年 | 33               |
| 2001年 | 36               |
| 2002年 | 30               |
| 2003年 | 37               |
| 2004年 | 41               |
| 2005年 | 47               |
| 2006年 | 49               |
| 2007年 | 54               |
| 2008年 | 62               |
| 2009年 | 69               |
| 2010年 | 61               |
| 2011年 | 49               |
| 2012年 | 48               |
| 2013年 | 65               |
| 2014年 | 71               |
| 2015年 | 75               |
| 2016年 | 60               |
| 2017年 | 52               |
| 2018年 | 58               |

## 車站周邊
車站附近都是村落和稻田。
- 國道27號
- 覺永寺
- 永昌寺

## 相鄰車站
西日本旅客鐵道（JR西日本）
■小濱線
上中－若狹有田－大鳥羽

## 注腳
1. ↑  「小浜線 鉄道90年の歩み」『廣報小濱』2012年11月，3頁。
2. ↑  福井県統計年鑑 （页面存档备份，存于）（日語）
3. ↑   (PDF). 福井県.   [2020-05-10]. （原始内容存档 (PDF)于2021-11-03） （日语）.

## 外部連結
- 若狹有田｜車站資訊：JR出門網 - 西日本旅客鐵道（日語）